# 킬링타임 (영화)
"킬링타임"은 2012년에 개봉한 대한민국의 영화이다.

## 캐스팅
- 정애연 : 혜림 역
- 이지혜 : 수진 역
- 김진근 : 병헌 역
- 김병춘 : 큰형 역
- 노익현 : 괴물 역
- 이현욱 : 민석 역
- 윤희원 : 쌍칼 역
- 심려진 : 경희 역
- 오영호 : 이 피디 역
- 주상치 : 마을주민 역
- 김향미 : 종업원 역
- 이지훈 : 경찰 역
- 이경희 : 네비게이션 / 장 피디 역
- 정해균 : 검문경찰 역 (우정출연)